# 諏訪頼満 (伊予守)
諏訪 頼満（すわ よりみつ、生年未詳 - 文明15年（1483年））は、室町時代の人物。信濃国諏訪郡の諏訪氏の一族。諏訪有継の子。諏訪信満の弟。子に諏訪頼長・諏訪継満がいる。諏訪大社上社の神職の最高位である「大祝（おおほうり）」を務める。伊予守。
室町時代に諏訪氏は惣領職と大祝職が分離し、大祝を務めた後に惣領職を継承する慣行が確立していた。ところが、頼満の父・有継は応永4年（1397年）10月に大祝職になった4年後に下位すると、惣領職と大祝職は完全に分離した。文安6年（1449年）に諏訪大社下社の大祝職を務める金刺氏が諏訪氏と敵対し、金刺氏は信濃守護・府中小笠原氏の小笠原政康を味方につけた。これに対して諏訪氏は府中小笠原氏と敵対する松尾小笠原氏と結び、金刺氏と抗争を繰り広げた。
諏訪氏は金刺氏を圧倒するが、諏訪氏内部で惣領家と大祝家の対立が激化し、大祝家の頼満は惣領家の諏訪信満（安芸守）と対立し、「芸州・予州大乱」と呼ばれる抗争が発生する。この抗争は一時的に終息するが、諏訪信満は上原に居館を移転する事態に発展した。
両者の対立は頼満の子・継満が大祝職を継承すると再び勃発し、継満は松尾小笠原氏や高遠継宗と結び、惣領家に対抗した。『守矢満実書留』によれば、文明15年（1483年）正月8日、継満は一族の高遠継宗や金刺興春と組んで、政満とその子息の若宮丸、政満の弟である埴原田小太郎らを饗宴の場において謀殺した。これに対して諏訪一族や社家衆は反発して惣領家に帰属し、継満を干沢城へ追い込むと諏訪郡高遠へ追放する。この時に、頼満は討ち取られている。
その後、文明16年（1484年）には諏訪政満の次男・宮法師丸（伊予守頼満とは別人の諏訪頼満。出家号は「碧雲斎」）が惣領家を継承し、さらに宮法師丸は大祝職に就任することで、惣領家と大祝家の分離も解消された。